# ムーラン (2009年の映画)
『ムーラン』（原題：花木蘭）は、2009年11月26日に公開された中国映画。日本では2009年10月17日に2009東京･中国映画週間でプロモーションイベントが開催されたが、劇場では未公開で2012年6月8日にDVD化された。

## キャスト
- ヴィッキー・チャオ：ムーラン
- チェン・クン：ウェンタイ
- フー・ジュン：メンドゥ
- ジェイシー・チャン
- ニッキー・リー：
- ユー・ロングァン：ムーランの父
- シュー・チャオ：ムーラン（子供時代）

## 受賞
- 第10回長春映画祭：最優秀主演女優賞
- 第19回上海映画批評家大賞：最優秀主演女優賞
- 第30回百花奨：最優秀主演女優賞

## 注
1. ↑  2009東京･中国映画週間